# 154
Évszázadok: 1. század – 2. század – 3. század
Évtizedek: 100-as évek – 110-es évek – 120-as évek – 130-as évek – 140-es évek – 150-es évek – 160-as évek – 170-es évek – 180-as évek – 190-es évek – 200-as évek
Évek: 149 – 150 – 151 – 152 –  153 – 154 – 155 – 156 – 157 – 158 – 159

## Események

### Római Birodalom
- Lucius Aelius Aurelius Commodust (helyettese áprilistól Prifernius Paetus, júliustól M. Valerius Etruscus, szeptembertől Ti. Claudius Julianus, novembertől C. Julius Statius Severus) és Titus Sextius Lateranust (helyettese M. Nonius Macrinus, L. Aemilius Iuncus, Sex. Calpurnius Agricola és T. Junius Severus) választják consulnak.
- Britanniában elkészül Antoninus fala.
- Eupatór boszporoszi király befizeti az évi adót Rómának és egyúttal segítséget kér az alánok támadásai ellen.
- Meghal I. Pius, Róma püspöke. Utóda Anicetus.

### Korea
- Meghal Ilszong, Silla királya. Utóda legidősebb fia, Adalla.

## Születések
- Bardeszanész, szíriai keresztény gnosztikus, az eretneknek tartott bardeszanita irányzat alapítója.

## Halálozások
- I. Pius pápa
- Ilszong, sillai király

## Fordítás
- Ez a szócikk részben vagy egészben  a(z)   154 című angol Wikipédia-szócikk ezen változatának fordításán alapul.  Az eredeti cikk szerkesztőit annak laptörténete sorolja fel. Ez a jelzés csupán a megfogalmazás eredetét és a szerzői jogokat jelzi, nem szolgál a cikkben szereplő információk forrásmegjelöléseként.